# Déjà Vu (film fra 2006)
 For alternative betydninger, se Déjà Vu (flertydig). (Se også artikler, som begynder med Déjà Vu)
Déjà Vu er en amerikansk crime thrillerfilm fra 2006 instrueret af Tony Scott og produceret af Jerry Bruckheimer. Filmen har Denzel Washington, Val Kilmer og Paula Patton i hovedrollerne.

## Medvirkende
| Skuespiller       | Rolle                        |
| ----------------- | ---------------------------- |
| Denzel Washington | Special Agent Douglas Carlin |
| Paula Patton      | Claire Kuchever              |
| Adam Goldberg     | Alexander Denny              |
| Elden Henson      | Gunnars                      |
| Bruce Greenwood   | Jack McCready                |
| Val Kilmer        | Agent Paul Pryzwarra         |
| Erika Alexander   | Shanti                       |
| Matt Craven       | Larry Minuti                 |
| Jim Caviezel      | Carroll Oerstadt             |

## Ekstern henvisning
- Déjà Vu på Internet Movie Database (engelsk)
- Déjà Vu på Filmdatabasen
- Déjà Vu på Scope
- Déjà Vu i Svensk Filmdatabas (svensk)
- Déjà Vu på AlloCiné (fransk)
- Déjà Vu på MovieMeter (nederlandsk)
- Déjà Vu på AllMovie (engelsk)
- Déjà Vu hos American Film Institute (engelsk)
- Déjà Vu på Turner Classic Movies (engelsk)
- Déjà Vu på The Movie Database (engelsk)